# Anna Malagrida
Anna Malagrida (Barcelona, 1970) es una artista española que trabaja principalmente con la fotografía y el vídeo. Cuestiona el espacio en la ciudad contemporánea y la naturaleza, estructurada en oposición entre el interior y el exterior, su mirada se posa en quienes la habitan así como en las huellas de quienes la atraviesan.

## Formación
Anna Malagrida se licenció en Ciencias de la Comunicación en la Universidad Autónoma de Barcelona en el año 1993, tres años después se diplomó en la École Nationale de la Photographie d'Arles

## Trayectoria artística
En 2018 presenta El peso de las cenizas, proyecto videográfico específico concebido para la Galería 6 del IVAM (Valencia). En 2016 obtuvo la PMU Carte Blanche, que dará lugar a una exposición individual en el Centro Pompidou de París, Cristal House. 
El festival le Printemps de Cahors y el centro de arte Metrònom exponen por primera vez su obra en 1998. En 2002 participa en el festival le Mois de la Photographie de París con la serie Interiores y en 2005 obtiene del Premio al Proyecto en el Rencontres Internationales de la Photographie de Arles para la publicación de su primera monografía "Anna Malagrida, fotografías e instalaciones". En 2006 obtiene una beca de la Fundación Arte y derecho para realizar el proyecto Vistas Veladas en Jordania donde realiza también la videoinstalación Danza de mujer. Ese mismo año el Instituto Cervantes de París produce la exposición Point de vue y el Casal Sollerich presenta su trabajo. En 2010, la Fundación Mapfre de Madrid le dedica una exposición individual y publica una monografía, donde presentará por primera vez su serie Escaparates. La exposición y viajará a Italia en la Pallazina dei Giardini de la Galleria Civica de Modena. En 2009, la Galerie Figge Von Rosen presenta su video Frontera en la Kunstfilmbiennale en Colonia y en 2011 realizará dos exposiciones individuales simultáneas en el Centro Fotográfico Ile de France y en la galería RX Paris donde realizará el video in situ El limpiador de Cristales. En 2013, la galería Senda de Barcelona muestra su proyecto en torno a las huellas de los movimientos sociales de los indignados en España, Los muros hablaron y en octubre de 2015 expone en Frac PACA el proyecto De ma fenêtre y presenta la exposición (In) Visibilidad en el Museo de Arte Contemporáneo (MACUF) en La Coruña, España.
Ha participado en varios festivales internacionales como el videoarte Loop Screen Festival (Barcelona, 2012), Kunstfilmbiennale (Colonia, 2009), Bienal fotográfica de Bogotá (Colombia, 2007) o Photo España (Madrid, 2002). Entre sus exposiciones colectivas, participa en el proyecto Nuevas Historias Una Nueva Visión sobre Fotografía y Video Arte en español y su trabajo se exhibe en los principales museos de los países del norte de Europa, como el Kulturhuset de Estocolmo y el Fotomuseo de La Haya. 2008. Ese mismo año participó en el proyecto Cazadores de Sombras, exposición itinerante durante dos años en los museos más importantes de América Latina.
Su trabajo está presente en varias colecciones públicas y privadas como el Centre Pompidou (París), MACBA (Barcelona), Frac PACA, Fonds National d’Art Contemporain (París), FRAC Languedoc-Roussillon et PACA, Stockholm Konsthall (Suecia), Kawasaki City Museum (Japón), Museo de Arte Contemporáneo de Castilla y León, Museo de Arte Contemporáneo de la MACUF (La Coruña, España), Fundación Mapfre, Proje4L / Elgiz Museo de Arte Contemporáneo, (Estambul) o la Colección Ella Cisneros. (Venezuela) entre otros.

## Exposiciones
Ha participado diversas exposiciones monográficas y colectivas, exponiendo principalmente en España y Francia entre las que se mencionan:
- - La Filature de Mulhouse, FR, 2023
  - Centre Régional de la Photographie de Hautes France (CRP
  - Museu d'Art Modern Tarragona, 2018
  - IVAM, Instituto Valenciano de Arte Moderno, Valencia 2018.[3]
  - Musée National d'art moderne, Centre Pompidou, París, 2016.
  - CAAC-Centro de Arte Andaluz Contemporáneo de Sevilla 2015.
  - Frac PACA, Marseille, Francia 2015
  - Museo de arte contemporáneo de Alicante (MACA), Alicante, 2013
  - Lonja de Zaragoza, Zaragoza 2013
  - ARTIUM (Centro Museo Vasco de Arte Contemporáneo), Vitoria, 2011
  - Pallazzini dei Giardini, Galleria Civica di Mòdena, Italia, 2011
  - Centre Photographiique Ile de France, Pontault Combault, 2011
  - Museo Nacional de Dinamarca. Den Sorte Diamond, Copenhague, 2010
  - Centro Cultural de España, Ciudad de México, 2010
  - Fundación Mapfre, Madrid, 2010
  - Fotomuseum Den Haag, La Haya, 2008
  - Museo de Arte de Sao Paolo (Brasil), 2007
  - Museo de Arte Moderno Bogotá, 2007
  - Centre d’Art La Panera, Lérida, 2006
  - Capc Musée, Museé d’art contemporain de Bordeaux, 2006
  - Instituto Cervantes, París, 2006
  - Centro Cultural Conde Duque, Madrid, 2004
  - Metrònom,  Fundació Rafael Tous d’Art Contemporani, Barcelona, 1998
  - Fondation Cartier pour l’Art Contemporain, Printemps de Cahors,Francia, 1998

## Premios y becas
- Chevalier de l'Ordre des Arts et des Lettres, distinción otorgada por el Ministerio francés de la Cultura en 2020.
- Lauréate Commande Photographique Nationale Image 3.0/ Centre National Arts Plastiques, Francia, 2020.
- Carte blanche PMU/Centre Pompidou, 2016.
- Nomidada prix Nièpce, Francia, 2011.
- Premio Recorridos Fotográficos de ARCO, 2008.
- Beca Fundación Arte y derecho, 2006.
- Mención de Honor, Premio Ciudad de Palma Antoni Gelabert de Artes Plásticas.
- Prix au projet, Rencontres internationales de la Photographie, 2005